# Blood Has Been Shed
Blood Has Been Shed foi um grupo do gênero mathcore de Connecticut, formado em 1997. Eles são conhecidos por terem dois membros do Killswitch Engage (Howard Jones e Justin Foley) na banda, apesar de ambas as bandas possuirem estilos muito diferentes. Embora Jones e Foley estivessem tocando mais com Killswitch Engage. Eles lançaram três álbuns até à data:  I Dwell on Thoughts of You em 1998, Novella of Uriel em 2001, e Spirals em 2003. A banda está atualmente em processo de gravação de seu quarto álbum de estúdio, intitulado 'Enloco Tacoa, devido a algum tempo  em 2010.

## Membros

### atuais
- Howard Jones - vocal (1997–atualmente)
- Corey Unger - guitarra, backyng vocal (1997–atualmente)
- John Lynch - baixo (2001–atualmente, 1997-2001 na bateria)
- Justin Foley - bateria (2001–atualmente)

### ex-integrantes
- Todd Beaton- guitarra (1997–2000)
- Chris- baixo (1997–1998)
- Samson Contompasis - baixo (1999)
- Rich Thurston - baixo (2000–2001)
- Daniel Daponde- guitarra (2000–2001) - com a Acacia Strain (Guitarra) 2001-2006
- David Sroka- guitarra (2001)
- Dave Sharpe- guitarra (2001)
- Brendan "Slim" MacDonald- guitarra (2001–2003)
- Josh Venn- guitarra (2004–2005)

## Discografia
- I Dwell on Thoughts of You (1999)
- Novella of Uriel (2001)
- Spirals (2003)
- Enloco Tacoa (2010)